# Yuri González Vidal
Yuri González Vidal (ur. 12 stycznia 1981 w Marianao) – kubański szachista, arcymistrz od 2009 roku.

## Kariera szachowa
W 1999 r. zwyciężył w kołowym turnieju w Hawanie. W 2001 r. zajął I m. w rozegranym w Santa Clarze memoriale Guillermo Garcii Gonzáleza, wypełniając pierwszą normę na tytuł arcymistrza. Dwie kolejne wypełnił w latach 2005 w Hawanie (II m. za Diego Floresem) i 2008 w Montcadzie (dz. I m. wspólnie z Julianem Radułskim).
Odniósł szereg sukcesów w turniejach międzynarodowych, m.in.:
- dz. I m. w Hawanie (2001, wspólnie z Yunieskym Quezadą Pérezem i Holdenem Hernandezem Carmenatesem),
- dz. II m. w Santa Clarze (2002, za Cyrilem Marzolo, wspólnie z Jesusem Nogueirasem Santiago i Aryamem Abreu Delgado),
- I m. w Santa Clarze (2003),
- dz. I m. w Barberà del Vallès (2004, wspólnie z Frankiem de la Pazem Perdomo i Ewgenim Janewem),
- dz. II m. w Badalonie (2004, za Mageshem Panchanathanem, wspólnie z m.in. Emanuelem Bergiem, Jewgienijem Sołożenkinem i Aleksandrem Delczewem),
- I m. w Badalonie (2005),
- dz. I m. w Galapagarze (2005, wspólnie z Pablo Almagro Llamasem i Omarem Almeidą Quintana),
- dz. I m. w Montcadzie (2007, wspólnie z Fabienem Libiszewskim, Logmanem Guliewem i Aleksiejem Barsowem),
- dz. I m. w Oviedo (2007, wspólnie z Marcinem Tazbirem i Omarem Almeida Quintaną),
- I m. w Hawanie (2009),
- dz. I m. w San Cristóbal de La Laguna (2010, wspólnie z m.in. Bojanem Kurajicą, Lazaro Bruzonem, Jewgienijem Glejzerowem i Kamilem Mitoniem).

Uwaga: Lista sukcesów niekompletna (do uzupełnienia od 2011 roku).
W 2014 r. reprezentował Kubę na szachowej olimpiadzie w Tromsø.
Najwyższy ranking w dotychczasowej karierze osiągnął 1 lipca 2012 r., z wynikiem 2563 punktów zajmował wówczas 6. miejsce wśród kubańskich szachistów.